# دکتر کپی
«دکتر کپی» (به انگلیسی Dr. Copy) یک برنامه تلویزیونی فارسی در سبک طنز در تلویزیون من و تو است.
تاکنون ۵ سری از این برنامه تلویزیونی به روی آنتن رفته است.
مجری این برنامه یک میمون کارتونی به نام دکتر کپی است که گویندگی آن بر عهده ساسان سمایی است.
به نوشته رویترز، مخاطبان هدف این برنامه کسانی هستند که دنیای سیاست را از نزدیک دنبال نمی‌کنند. در این برنامه، دکتر کپی سیاستمداران حکومت ایران و غرب را ریشخند می‌کند و در پس‌زمینه صدای خنده پخش می‌شود. همچنین در این برنامه اغلب بازخوردها و تصاویر هواداران کودک دکتر کپی پخش می‌شود.